# 田山ひろし
田山 ひろし（たやま ひろし、1972年3月22日 ‐ ）は、日本の演歌歌手である。

## 人物
本名は田畠吉康（たばたよしやす）。
「日本クラウン斉藤昇会長の最後の秘蔵っ子」と呼ばれている。
信条は「夢は持って、追いかけると、必ず叶う」。

## 来歴

### デビューまで
広島県三原市出身。三原工業高等学校（現・如水館中学校・高等学校）に進学した。
「NHKのど自慢」に出場し、合格したことがあった。
日本クラウン斉藤昇会長にスカウトされ、作曲家大野弘也にあずけられ、作詞家志賀大介を親がわりとして上京した。

### メジャーデビュー
2003年10月、『おとこの春』（作詞・志賀大介、作曲・大野弘也、編曲・前田俊明）でメジャーデビューした。

## ディスコグラフィー
- 2003年：おとこの春〔作詞：志賀大介、作曲：大野弘也、編曲；前田俊明〕
- 2003年：旅の雨〔作詞：志賀大介、作曲：大野弘也、編曲：前田俊明〕
- 2011年：とまり木挽歌〔作詞：志賀大介、作曲：小田純平、編曲：大野弘也〕
- 2011年：運命道〔作詞：志賀大介、作曲：小田純平、編曲：大野弘也〕
- 2013年：夜桜海峡〔作詞：志賀大介、作曲：小田純平、編曲：矢田部正〕
- 2013年：縁歌〔作詞：志賀大介、作曲：小田純平、編曲：矢田部正〕
- 2015年：海竜〔作詞：朝比奈京仔、作曲：小田純平、編曲：矢田部正〕
- 2015年：津軽のばんば〔作詞：朝比奈京仔、作曲：小田純平、編曲：矢田部正〕
- 2017年：俺に聞くなよ〔作詞：志賀大介、作曲：小田純平、編曲：矢田部正〕
- 2017年：罪の海〔作詞：伊藤美和、作曲：小田純平、編曲：矢田部正〕